# Skálafell (Suðurnes)
Der Skálafell ist die höchste Erhebung der gleichnamigen, aktiv-vulkanisch geprägten Hügellandschaft in der Südwest-Region (Suðurnes) Islands. Die Hauptstadt Reykjavík liegt 50 km nordöstlich, der nächste größere Ort ist Grindavík, 12,3 km östlich.
Das Land um den Skálafell ist sehr hügelig. Im Südwesten ist das Meer etwa 900 m entfernt. Bis zum südwestlichen Kap Reykjanestá sind es etwa 1,8 km Luftlinie oder 3 km Fußweg auf der Kraterroute. Der höchste Punkt der Gegend, Sýrfell, hat eine Höhe von 93 Metern und liegt 3,0 km nordöstlich von Skálafell.
In Sichtweite steht der älteste Leuchtturm Islands, Reykjanestá.